# Rivière du Grand-Cloridorme
Pour les articles homonymes, voir Cloridorme.
La rivière du Grand-Cloridorme est un affluent du littoral Sud de l'estuaire du Saint-Laurent, coulant dans la municipalité de canton de Cloridorme, dans la municipalité régionale de comté (MRC) de La Côte-de-Gaspé, dans la région administrative de la Gaspésie-Îles-de-la-Madeleine, au Québec, au Canada.

## Géographie
La rivière du Grand-Cloridorme prend sa source au Grand lac Alphée (longueur : 1,1 km ; altitude : 241 m), dans la partie ouest de la municipalité de Cloridorme, dans les monts Chic-Chocs qui font partie des monts Notre-Dame. La montagne Sèche sépare le bassin versant de la rivière du Grand-Cloridorme (contournant cette montagne du côté ouest et Nord), ainsi que le versant du Grand Ruisseau (drainant le versant Sud de cette montagne) et de la rivière du Grand-Cloridorme (drainant le versant Est de cette montagne). Le lieu-dit de Saint-Thomas-de-Cloridorme est situé sur la rive sud du lac.
À partir de sa source, la rivière du Grand-Cloridorme coule sur 10,3 km, répartis selon les segments suivants :
- 0,5 km vers le nord-ouest, jusqu'à la confluence d'un ruisseau (venant du sud-ouest) ;
- 1,6 km vers le nord-est, jusqu'à la décharge d'un lac (venant de l'Est) ;
- 1,5 km vers le nord-est, en longeant en partie la route de la Pointe-à-la-Frégate, jusqu'à la confluence d'un ruisseau (venant de l'ouest) ;
- 1,3 km vers l'est, jusqu'à la décharge du lac Walter (venant du nord) ;
- 1,6 km vers l'est, jusqu'à la confluence de la décharge (venant du sud-ouest) des lacs Camouflés ;
- 0,2 km vers l'est, jusqu'à la confluence de la décharge (venant du sud) d'un lac ;
- 2,7 km vers l'est, jusqu'à la confluence d'un ruisseau (venant du sud) ;
- 0,9 km vers l'est, en traversant le hameau de Cloridorme-Ouest et en passant sous le pont de la route 132, jusqu'à sa confluence[3].

Au terme de son cours, la rivière se déverse dans la baie de Cloridorme, au village de Cloridorme, sur le littoral sud de l'estuaire maritime du Saint-Laurent. Cette confluence se situe entre la pointe à Hubert (côté ouest du havre) et la pointe Barreau (côté est du havre), à 1,7 km à l'ouest de la confluence de la rivière du Petit-Cloridorme.

## Toponymie
Le toponyme rivière du Grand-Cloridorme a été officialisé le 5 décembre 1968 à la Commission de toponymie du Québec.